# Ivanje (gmina Prijepolje)
Ivanje (cyr. Ивање) – wieś w Serbii, w okręgu zlatiborskim, w gminie Prijepolje. W 2011 roku liczyła 1145 mieszkańców.